# استان اسلیون
استان اسلیون (به بلغاری: Област Сливен) یک استان در بلغارستان است که در مرکز واقع شده‌است.

## خصوصیات
استان اسلیون ۳٬۵۴۴٫۱ کیلومتر مربع مساحت و ۱۹۷٬۴۷۳ نفر جمعیت دارد.